# آلبرتو ماری
آلبرتو ماری (انگلیسی: Alberto Marí؛ زادهٔ ۱۱ ژوئیهٔ ۲۰۰۱) بازیکن فوتبال اهل اسپانیا است که در پست مهاجم برای والنسیا سی اف مستایا بازی می‌کند.